# Dziarg
Dziarg (niem. Sorgscher See, Jezioro Duże, Kosobudz Duży) – jezioro w województwie lubuskim, w powiecie świebodzińskim, w gminie Łagów. Największe z jezior położonych w pobliżu miejscowości Kosobudz. Użytkowane przez Polski Związek Wędkarski Okręg w Zielonej Górze.
Jezioro przepływowe położone jest w długiej polodowcowej Rynnie Biskupicko-Sądowsko-Kosobudzkiej powstałej w okresie Zlodowacenia Bałtyckiego. Znajduje się on w obszarze chronionego krajobrazu, w otulinie cennego przyrodniczo Gryżyńskiego Parku Krajobrazowego. Jest to akwen typu leszczowego. Jego linia brzegowa jest słabo rozwinięta. Wschodni brzeg jeziora, na odcinku prawie 950 m, jest bardzo stromy z różnicą wysokości sięgającą nawet 21 m, całkowicie zalesiony. Brzeg, po zachodniej stronie zbiornika, jest nieco bardziej płaski. W jego środkowej części urządzono kąpielisko i pole namiotowe. W północno-zachodnich i południowo-wschodnich jego częściach (dopływ i odpływ rzeki Konotop) teren jest podmokły, tworzący obszary zabagnione, charakteryzujące się występowaniem bardzo zróżnicowanych zespołów roślinnych. Pas roślinności nadbrzeżnej wynurzonej o szerokości 3–4 m zajmuje około 75 proc. całkowitej linii brzegowej jeziora. Dominują tu: trzcina pospolita, pałka wąskolistna i pałka szerokolistna. Z roślin o liściach pływających najczęściej spotyka się rdestnicę pływającą oraz grążela żółtego (na północnym krańcu akwenu). Dno zbiornika do głębokości 5–6 m porasta bogata gatunkowo roślinność podwodna (głównie rdestnica połyskująca, rogatek sztywny i moczarka kanadyjska oraz ramienice). Warunki naturalne jeziora umożliwiają egzystencję wielu gatunkom ryb, które znajdują tu również dogodne warunki do odbywania tarła. Najczęściej łowi się tu dorodne płocie, okonie, liny, szczupaki i karasie.
W latach 1993–97 (z wyjątkiem 1996 r.) jezioro było regularnie zarybiane. W okresie tym wpuszczono do niego 792 kg ryb, w tym: kroczka karpia (365 kg), karasia (110 kg), lina (100 kg) i amura (30 kg), tarlaków leszcza (140 kg), narybku i tarlaków płoci (25 kg) i szczupaka (20 kg) oraz 2 kg narybku węgorza (montee). Do jeziora najłatwiej dojechać można szosą nr 2, E30 (Poznań-Świecko). W miejscowości Poźrzadło na południe od Łagowa należy skręcić na Toporów i dalej na Kosobudz.
Linia brzegowa jeziora Dziarg na odcinkach 100 m w prawo i 100 m w lewo od dopływu w krańcu południowo-wschodnim zbiornika, w okresie od 1 marca do 15 czerwca każdego roku uznawana jest za tarlisko ochronne ryb. Obowiązuje wówczas zakaz połowu. Na jeziorze obowiązuje wymiar ochronny dla okonia (15 cm) oraz wydłużony okres ochronny dla szczupaka (od 1 grudnia do 30 kwietnia).